# ماري بونابرت

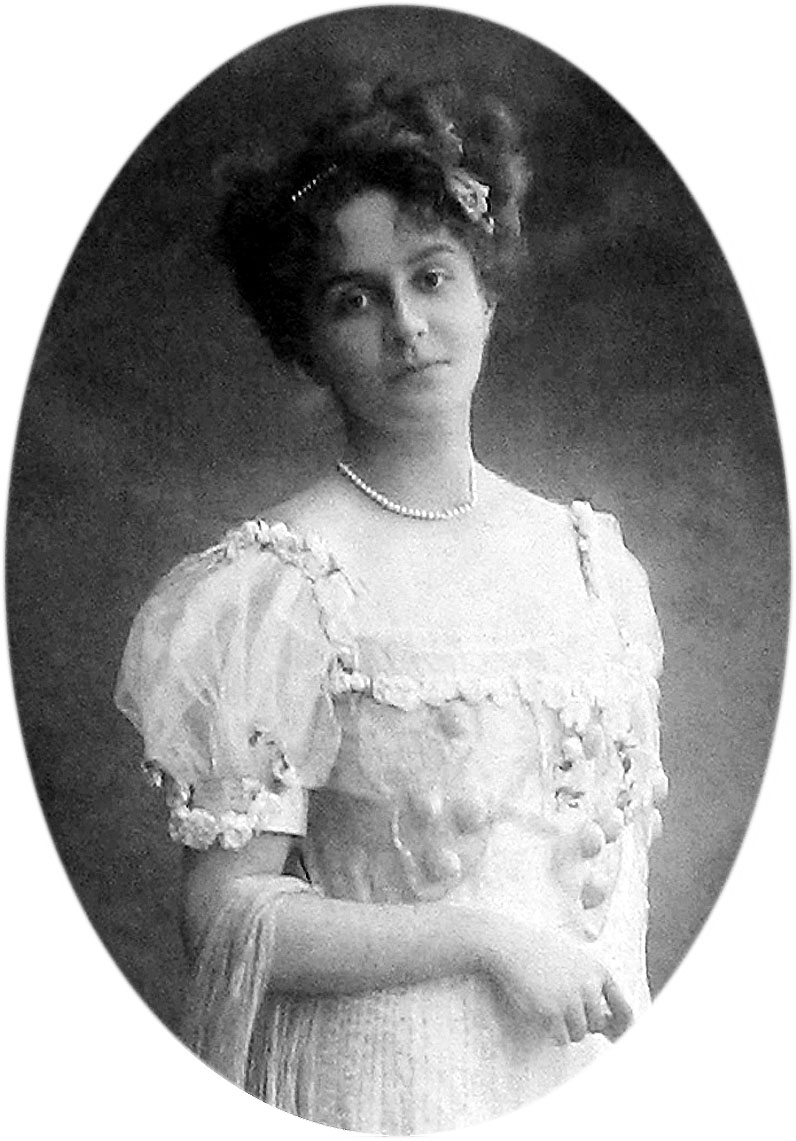
ماري بونابرت

الأميرة ماري بونابرت (بالفرنسية: Marie Bonaparte)‏ (2 يوليو 1882 في سان كلو، فرنسا - 21 سبتمبر 1962 في سان تروبيه، فرنسا) كانت كاتبة ومحللة نفسية وهي حفيدة شقيق نابليون بونابرت، ارتبطت ارتباطًا وثيقًا مع سيغموند فرويد. ساهمت بثروتها في مجال التحليل النفسي، وتمكين فرويد من الهروب من ألمانيا النازية.